# Chrysotus junctus
Chrysotus junctus är en tvåvingeart som beskrevs av Van Duzee 1924. Chrysotus junctus ingår i släktet Chrysotus och familjen styltflugor. Inga underarter finns listade i Catalogue of Life.